# 米海尔五世
米海尔五世·卡拉法提斯（1015年—1042年8月24日）拜占庭帝國皇帝（1041年～1042年在位）。他是米海爾四世的外甥、继承人，也是米海尔四世妻子佐伊女皇的养子。卡拉法提斯是他的外号，意为“敛缝锤”，其名字因其父以前曾從事的手工工匠職業而稱為卡拉發特斯。他的母親為米海尔四世及宦官「孤兒院長」約翰的姊妹瑪麗亞。
1041年，米海尔四世鎮壓了彼得·德爾堅起義後，從巴爾幹半島返回首都，不幸病重。約翰意識到自己的弟弟將不久於人世，於是說服佐伊女皇接受他的外甥米海尔·卡拉法提斯為繼子，成為米海尔四世的繼承人。米海尔四世因病痛漸趨於嚴重，遂於1041年12月10日被迫退位，進入聖阿納吉利修道院，並於同日在那裡逝世。
米海尔五世在舅父約翰帮助下登上了拜占庭皇帝的宝座，但他掌权后立刻将約翰流放他鄉。1042年4月18日到19日夜里他下令将他的养母和共治皇帝佐伊关进修道院。第二天早上这个消息传出后在拜占庭立刻爆发了一场暴动，人民呼喊擁護佐伊女皇及她的妹妹狄奧多拉，他們鄙視工匠之子竟敢反對生於皇家紫色寢宮的公主是大逆不道。結果米海尔在台上只不过四个多月，就被废黜、弄瞎和阉割，被关进修道院。8月他死于修道院内。佐伊女皇和狄奧多拉此時聯合統治。曾在佐伊強迫下成為蒙頭修女的狄奧多拉獲得強大的勢力支持，包括教會。
米海尔在台上短暂的时间里试图进行一次管理体制的改革，但是遭到了上层阶层的强烈反对。而下层阶层在这段时间里则将他看成一个篡权者，因此他没有获得任何支持，这可能是他倒台的主要原因。